# Jermaine Jones

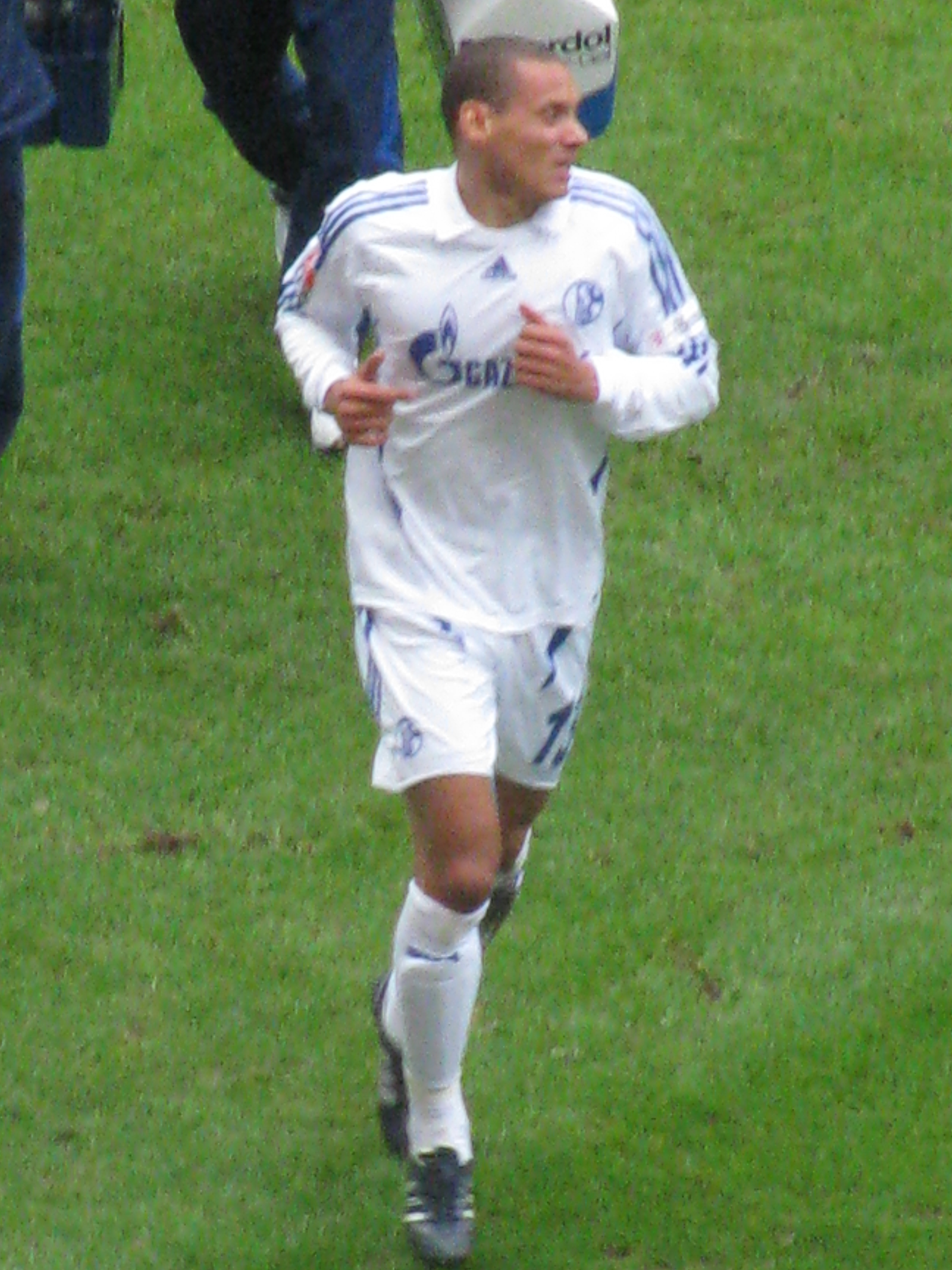
Jermaine Jones am 28. Februar 2009 beim Spiel gegen Eintracht Frankfurt

Jermaine Junior Jones (* 3. November 1981 in Frankfurt am Main) ist ein ehemaliger deutsch-US-amerikanischer Fußballspieler und jetziger -trainer. Der variabel einsetzbare Mittelfeldspieler begann seine Profilaufbahn 2000 bei Eintracht Frankfurt und spielte in der Folge auch für Bayer 04 Leverkusen und den FC Schalke 04 in insgesamt 165 Bundesligapartien. Ab 2014 setzte er seine Laufbahn in der Major League Soccer bei New England Revolution, den Colorado Rapids und der LA Galaxy fort. Zum Ende seiner Karriere spielte Jones von März 2019 bis Februar 2020 Profi-Hallenfußball für den Major-Arena-Soccer-League-Club Ontario Fury.
Jones repräsentierte deutsche Auswahlteams auf Nachwuchsebene und bestritt auch drei Partien für die A-Nationalelf, bevor er 2009 seinen Wechsel zum US-amerikanischen Verband bekannt gab. Mit dem US-amerikanischen Nationalteam nahm er an der Weltmeisterschaft 2014 sowie der Copa América 2016 und dem CONCACAF Gold Cup 2011 teil, insgesamt bestritt er zwischen 2010 und 2017 69 Länderspiele (4 Tore) für die USA.

## Vereinskarriere

### Der Beginn in Frankfurt
Jones spielte als Jugendlicher bei den Vereinen SV Bonames aus Frankfurt-Bonames und FV Bad Vilbel. Dort entdeckten ihn Scouts von Eintracht Frankfurt. 2000/01 stand er im Profikader von Eintracht Frankfurt und spielte in den ersten Jahren überwiegend für die Amateure der Eintracht. In der Saison 2001/02 in der 2. Bundesliga erkämpfte er sich einen Stammplatz in der 1. Mannschaft. In der folgenden Saison wurde der Mittelfeldspieler bei der Eintracht teilweise auch im Angriff aufgestellt. Er erzielte sechs Tore in der Liga und ein weiteres im DFB-Pokal. Jones stieg mit der Eintracht in die Bundesliga auf. Dort verletzte sich Jones erstmals schwerer und kam nur auf fünf Einsätze im Sturmzentrum.

### Bayer 04 Leverkusen
In der Winterpause der Saison 2003/04 wechselte er ablösefrei zum Bundesligisten Bayer 04 Leverkusen. Dort spielte er für den Rest der Saison für die Amateure Leverkusens und wurde Leistungsträger. Für die Saison 2004/05 schaffte er den Sprung in die Profimannschaft, kam aber nur unregelmäßig zum Einsatz.

### Zurück zu den Wurzeln
In der Winterpause kehrte er ein Jahr später auf Leihbasis zum Zweitligisten Eintracht Frankfurt zurück. Bei den Hessen wurde er vom Trainerteam Friedhelm Funkel/Armin Reutershahn zum defensiven Mittelspieler umgeschult und erreichte in der Saison 2004/05 den Aufstieg in die Bundesliga; Friedhelm Funkel ernannte ihn dort zum Mannschaftskapitän.
Zu Beginn der Saison 2005/06 laborierte Jones an einem Haarriss im Schienbein und wurde operiert. Jones verpasste deshalb das DFB-Pokalfinale 2006. Als die Beschwerden im Anschluss an die erste Operation zunahmen, musste er erneut operiert werden, wobei die eingesetzten Metallplatten entfernt wurden. Sein Comeback feierte der etatmäßige Kapitän der Eintracht Ende 2006 mit seiner Einwechslung im DFB-Pokalspiel gegen den 1. FC Köln.

### FC Schalke 04
Zur Saison 2007/08 wechselte Jones zum FC Schalke 04, bei dem er einen bis Juni 2011 gültigen Vertrag unterschrieb. Aufgrund seiner athletischen Spielweise etablierte er sich schnell als Führungsspieler im Schalker Mittelfeld, sodass der Verein seinen Vertrag am 31. März 2009 bis zum 30. Juni 2014 verlängerte. Wegen der Folgen eines Haarrisses im linken Schienbein konnte Jermaine Jones in der Saison 2009/10 kein Bundesligaspiel für Schalke 04 bestreiten. Sein Comeback gab er am 1. Spieltag der Folgesaison bei der 1:2-Niederlage im Auswärtsspiel gegen den Hamburger SV. Felix Magath schenkte Jones, nach schwachen Leistungen, kein Vertrauen mehr und gab bekannt, dass er nicht mehr mit ihm plane.

#### Leihe zu Blackburn Rovers
Im Januar 2011 wechselte Jones leihweise für sechs Monate nach England zu den Blackburn Rovers in die Premier League. Für die Rovers debütierte er am 24. Spieltag beim 2:0-Sieg im Heimspiel gegen West Bromwich Albion und wurde nach 90-minütigem Einsatz zum „Spieler des Spiels“ ernannt. Insgesamt absolvierte er 15 Ligapartien für den Verein, ehe er im Juli 2011 wieder zu Schalke zurückkehrte.

#### Rückkehr zum FC Schalke 04
Bei den Schalkern saß er bei Trainer Ralf Rangnick zunächst auf der Bank, konnte sich aber nach dem Trainerwechsel zu Huub Stevens bis Ende der Hinrunde in die Stammelf zurückspielen. Nach einer Unsportlichkeit am 21. Dezember 2011 im Achtelfinal-Spiel des DFB-Pokals bei Borussia Mönchengladbach – Jones hatte Marco Reus vorsätzlich auf den bereits lädierten linken Fuß getreten – wurde er „wegen einer Tätlichkeit gegen den Gegner in Form des krass sportwidrigen Verhaltens“ bis zum 1. März 2012 gesperrt. Auch dank starker Leistungen von Jones qualifizierte sich die Schalker-Mannschaft für die UEFA Champions League. Zur Saison 2012/13 bildete Jones gemeinsam mit Neuzugang Roman Neustädter eine „Doppel-Sechs“ im defensiven Mittelfeld, wobei Jones den offensiveren Part spielte. Nachdem er lange unumstrittener Stammspieler im defensiven Mittelfeld war, fiel Jones zur Saison 2013/2014 in ein Leistungsloch wie die gesamte Schalker Mannschaft. In den Medien wurde Jones als mitverantwortlich für die damalige Krise gemacht, kurz darauf wurde er für ein Spiel von Trainer Jens Keller suspendiert. Darüber hinaus bekam er mit dem jungen Talent Leon Goretzka, Dennis Aogo und dem neuen Transfer Kevin-Prince Boateng starke Konkurrenz im Mittelfeld. Jones, dessen Vertrag zum Saisonende auslief, wurde schließlich mitgeteilt, dass er kaum noch Chancen auf regelmäßige Einsätze habe. Daraufhin bat Jones um die Freigabe in der Winterpause, um sich im Hinblick auf eine Teilnahme mit der Mannschaft der USA an der Fußball-Weltmeisterschaft 2014 in Brasilien einen neuen Verein zu suchen.

### Beşiktaş Istanbul
Am 30. Januar 2014 wechselte Jones nach sieben Jahren auf Schalke in die türkische Süper Lig zu Beşiktaş Istanbul. Er unterschrieb einen Vertrag bis zum Ende der Saison 2013/14 und kostete 200.000 Euro Ablöse. Eine Option, Jones’ Vertrag um 2 Jahre zu verlängern, zog der Verein nicht, sodass Jones nach einem halben Jahr den Verein wieder verließ.

### New England Revolution
Im August 2014 verpflichtete das US-amerikanische MLS-Franchise New England Revolution Jermaine Jones. Er besetzte dort einen von maximal drei pro Team verfügbaren Plätzen für Designated Players.

### Colorado Rapids
Im März 2016 wurde bekannt, dass Jones zu den Colorado Rapids im Austausch für eine Ablösesumme sowie den Erstrundenpick der Rapids im MLS SuperDraft 2017 wechselte.

### LA Galaxy
Bereits Mitte Dezember 2016 sicherte sich die LA Galaxy die Rechte an Jones. Colorado erhielt dafür einen First Round Pick im MLS SuperDraft 2017. Am 18. Januar 2017 wurde Jones von den Kaliforniern fest verpflichtet.

### Ventura County Fusion
Im Juli 2018 feierte er sein Comeback bei Ventura County Fusion und kam bis September 2018 in einem Spiel zum Einsatz.

### Ontario Fury
Nach einem weiteren halben Jahr Pause unterschrieb Jones am 12. März 2019 für den Profi-Hallenfußball-Verein Ontario Fury aus der Major Arena Soccer League (MASL). Er traf bei seinem Debüt im letzten Viertel und verhalf Ontario zu einem 5:4-Auswärtssieg über die Tacoma Stars. In den letzten fünf Saisonspielen erzielte der Mittelfeldspieler insgesamt zehn Tore und gab vier Vorlagen, was ihn ligaweit auf Platz drei in der Rangliste für den Punkte-Durchschnitt pro Spiel beförderte (2,8 Punkte). Anfang 2020 beendete er seine aktive Fußballkarriere mit dem Ziel Trainer zu werden.

## Nationalmannschaften

### Deutschland
Nach guten Leistungen bei seinem neuen Verein FC Schalke 04 wurde Jones am 9. November 2007 von Bundestrainer Joachim Löw für die EM-Qualifikationsspiele gegen Zypern und Wales erstmals in den Kader der A-Nationalmannschaft berufen, musste seine Teilnahme jedoch kurz darauf wegen einer im Heimspiel gegen den Hamburger SV am 10. November 2007 erlittenen Kapselverletzung absagen. Er gab am 6. Februar 2008 im Freundschaftsspiel gegen Österreich sein Debüt für das deutsche A-Nationalteam. Im Mai 2008 berief ihn Joachim Löw in den vorläufigen Kader für die Europameisterschaft 2008; dem endgültigen Aufgebot gehörte Jones nicht an.

### Vereinigte Staaten

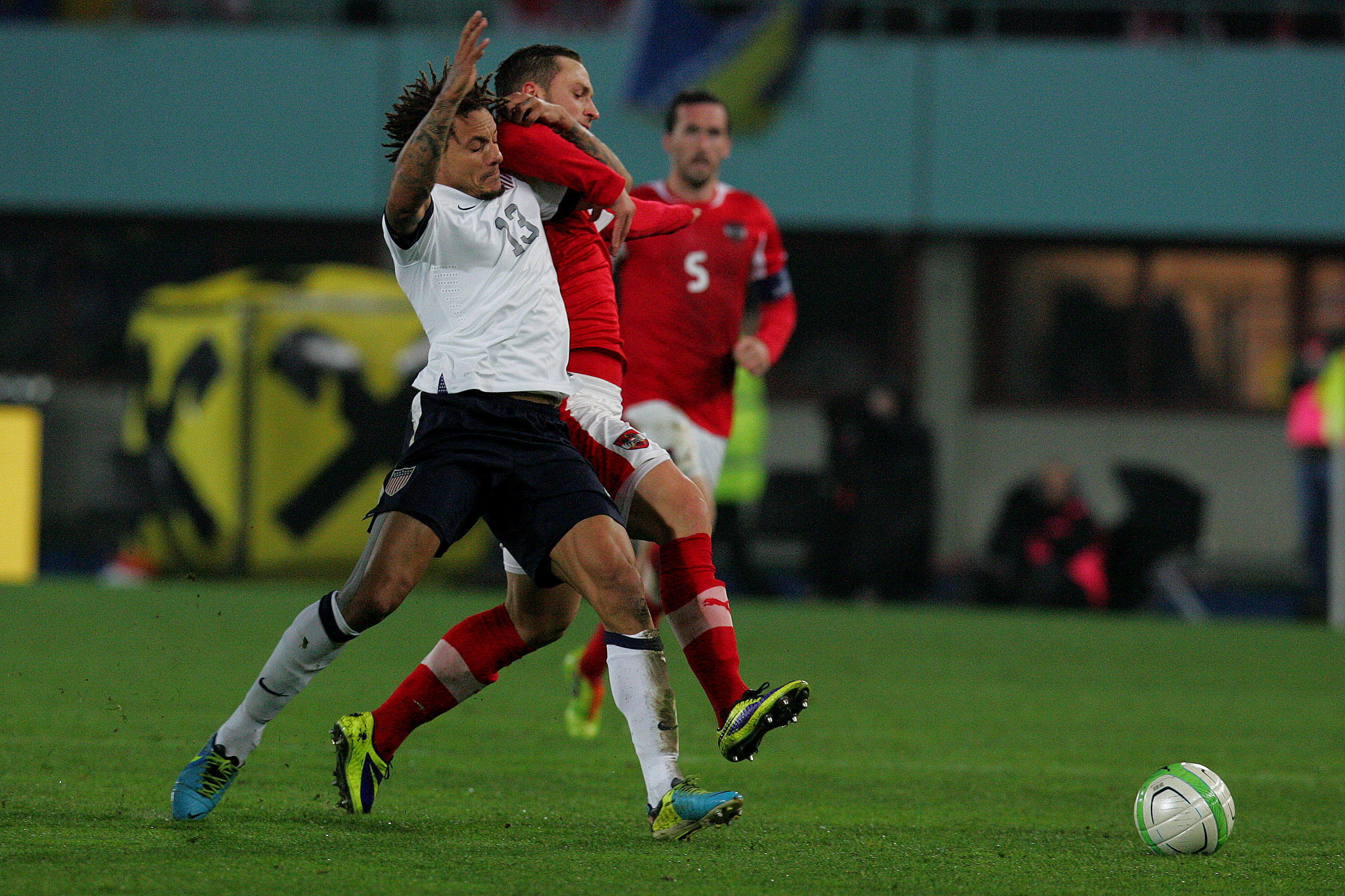
Jermaine Jones 2013 beim Freundschaftsspiel gegen Österreich

Im Juni 2009 gab Jermaine Jones bekannt, dass er aufgrund seiner Nichtberücksichtigung für die Asienreise der Nationalmannschaft durch Joachim Löw künftig für die Nationalmannschaft der USA spielen wolle. Dieser Wechsel war möglich, da Jones bis dahin nur in Freundschaftsspielen für Deutschland eingesetzt worden war. Weil er verletzungsbedingt die gesamte Saison 2009/10 ausfiel, debütierte er erst ein Jahr später für die USA, als er am 9. Oktober 2010 in einem Freundschaftsspiel gegen Polen in der Startaufstellung stand.
Mit der US-amerikanischen Nationalmannschaft nahm Jones am CONCACAF Gold Cup 2011 teil und erzielte beim 2:0-Sieg im Viertelfinale gegen Jamaika am 19. Juni 2011 sein erstes Länderspieltor für die USA. Am Ende belegte er mit der Mannschaft nach einer 2:4-Niederlage im Finale gegen Mexiko den zweiten Platz. Am 21. Januar 2012 führte er beim 1:0-Sieg gegen Venezuela die Nationalmannschaft als Kapitän aufs Feld.

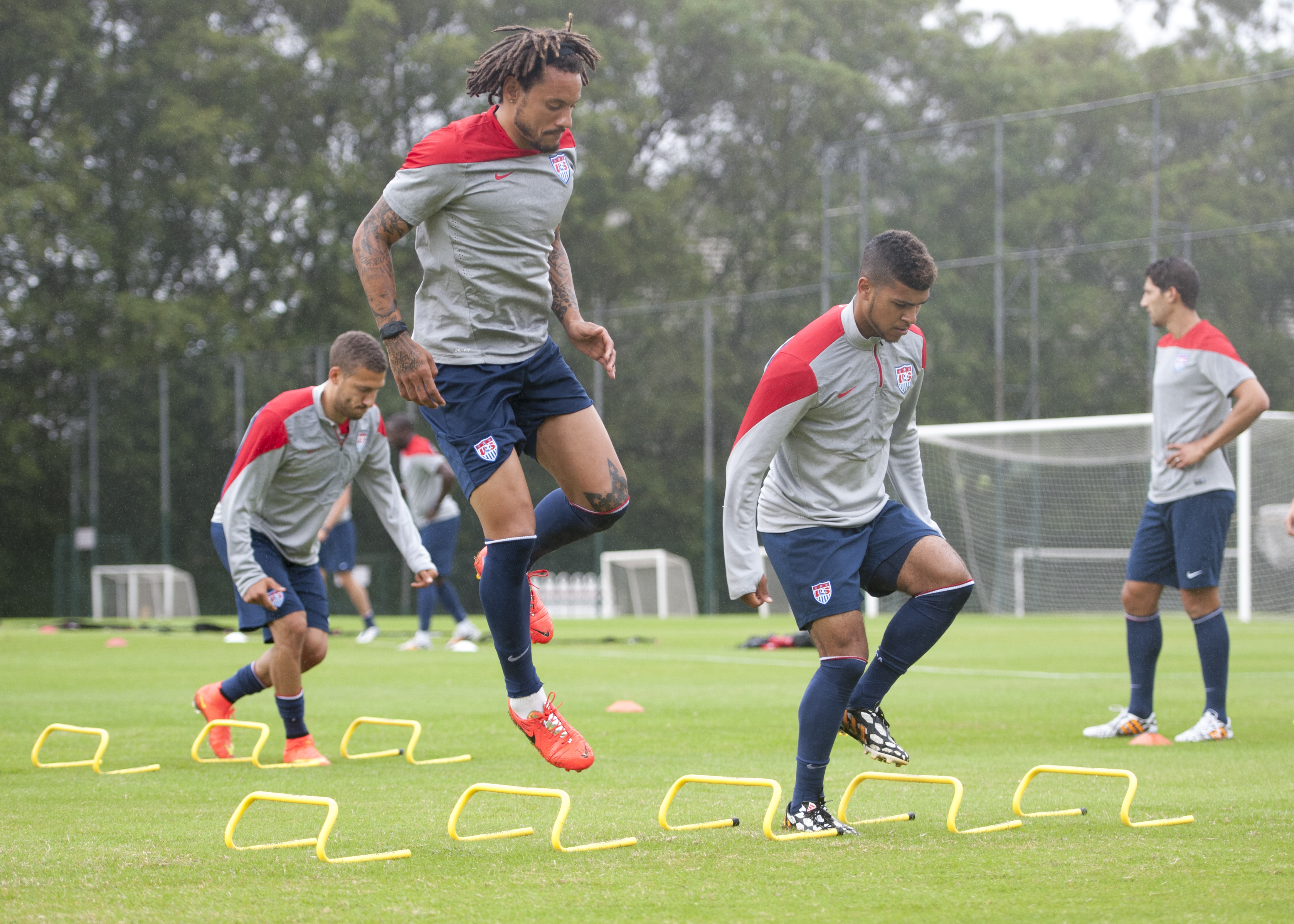
Jones im Training mit der Nationalmannschaft der USA während der WM 2014 in Brasilien

Am 13. Mai 2014 wurde er vom Trainer Jürgen Klinsmann in den Kader der Fußballnationalmannschaft der Vereinigten Staaten für die Weltmeisterschaft 2014 berufen. Dort spielte er mit der gleichen Frisur und der Rückennummer 13, wie Namensvetter Cobi Jones bei der Fußball-Weltmeisterschaft 1994 in den USA. Am 22. Juni 2014 erzielte Jones im Gruppenspiel gegen Portugal seinen ersten Treffer bei einer Weltmeisterschaft. Zuvor gewann die USA im Gruppenspiel gegen Ghana, wobei Jones ein Tor vorbereiten konnte. Trotz der Niederlage gegen Deutschland, konnte man sich als Gruppenzweiter für das Achtelfinale qualifizieren. Dort schied man mit 2:1 nach Verlängerung gegen Belgien aus. Jermaine Jones kam in allen Spielen der USA über die volle Distanz zum Einsatz.
Den CONCACAF Gold Cup 2015 verpasste Jones aufgrund einer Leistenoperation. Die USA wurde Vierter. Im folgenden Jahr gehörte er zum Kader für den Copa América Centenario 2016. Mit sechs Punkten wurde die USA Gruppenerster, wobei Jones ein Tor beisteuerte. Erst im Halbfinale war gegen Argentinien Schluss. Das folgende Spiel um Platz drei wurde gegen Kolumbien verloren. Sein letztes Länderspiel absolvierte Jones am 29. März 2017 beim 1:1 gegen Panama. 

## Trainerkarriere
Am 22. Mai 2018 wurde Jones Trainer der U-19 von Real So Cal. 2021 war er kurzzeitig Co-Trainer beim New Amsterdam FC, im April 2022 wurde er Co-Trainer der US-amerikanischen U-19-Nationalmannschaft. Im November 2023 wurde er als Cheftrainer des in der USL League One spielenden Franchise Central Valley Fuego FC vorgestellt. Im Oktober 2024 wurde bekannt, dass Jones vorübergehend von seinem Posten suspendiert wurde, nachdem es Vorwürfe des Machtmissbrauchs gegeben hatte. Zum Saisonende verließ Jones den Klub, der anschließend auch den professionellen Spielbetrieb in der USL League One einstellte.

## Spielweise

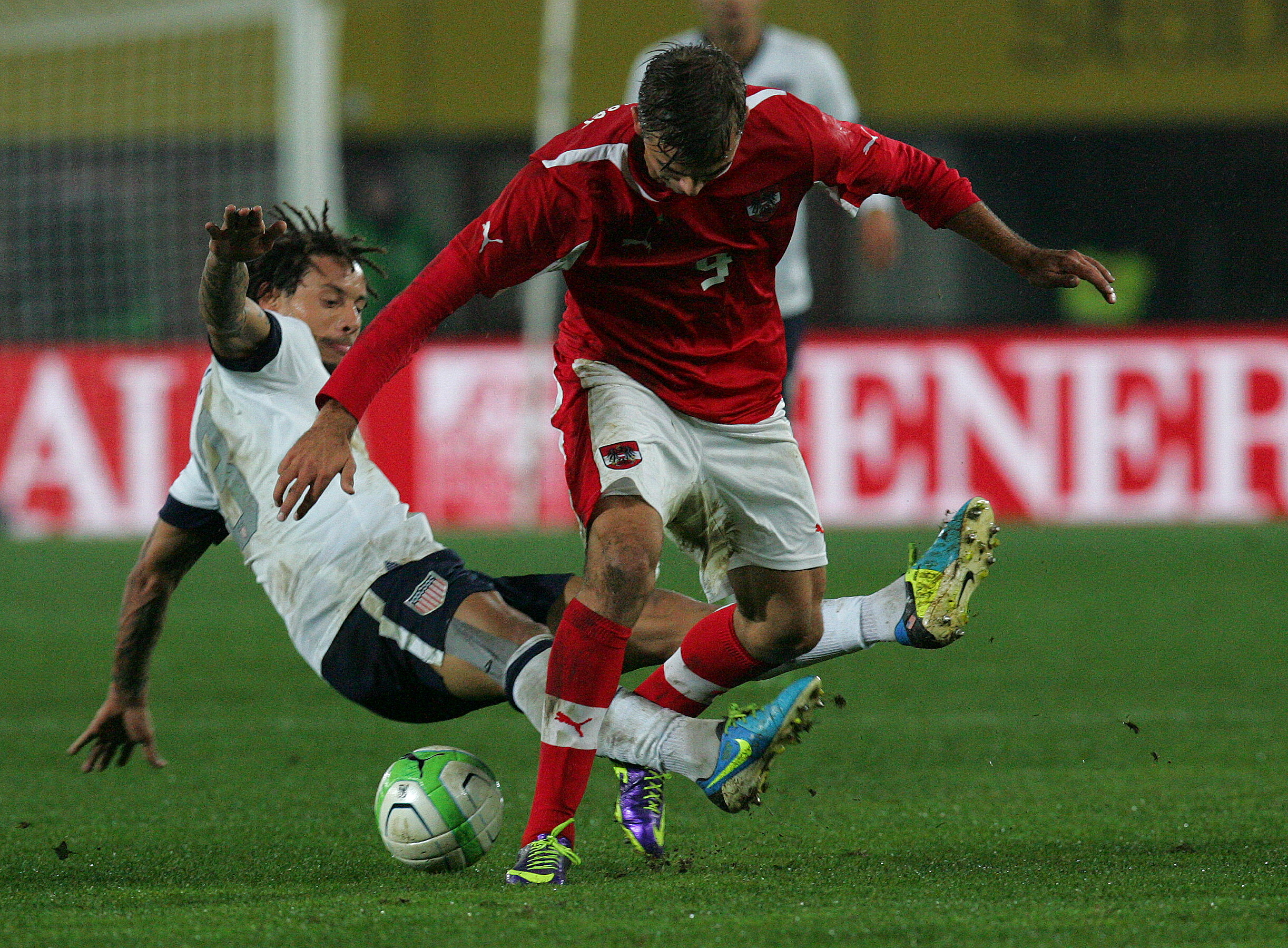
Jones im Zweikampf mit Lukas Hinterseer (2013)

Dem Mittelfeldspieler werden enorme athletische Fähigkeiten zugesprochen. Jones gewinnt viele Bälle im Mittelfeld und schließt Lücken in der Verteidigung. Er ist vor allem für harte Zweikampfführung bis hin zur Unsportlichkeit bekannt. Seine körperbetonte Art, Fußball zu spielen, brachte Jones in seiner Karriere viele Gelbe und Gelb-Rote Karten ein. Nach einem Tritt gegen den damaligen Gladbacher Marco Reus im Dezember 2011 im DFB-Pokal-Achtelfinale wurde Jones für acht Wochen gesperrt. Im Januar 2013 wurde eine Sperre von vier Spielen gegen Jones, die er aufgrund eines Fouls an Ibrahima Traoré im Vormonat erhalten hatte, auf drei Spiele reduziert. Insgesamt musste Jones in seiner Karriere den Platz aufgrund von Fouls zwölfmal vorzeitig verlassen.

## Privates
Jones ist der Sohn eines in Deutschland stationierten US-amerikanischen Soldaten und einer deutschen Frau und wuchs in Frankfurt-Bonames auf. Mit der aus dem gleichen Stadtteil stammenden Fußball-Weltmeisterin Steffi Jones ist er nicht verwandt, allerdings war Steffi Jones’ Mutter die Tagesmutter von Jermaine Jones. Sein Cousin Wal Fall ist als Fußballprofi in den USA aktiv.
Am 9. September 2007 heiratete Jones in Schermbeck seine langjährige Lebensgefährtin Sarah Gerth, die Tochter des Verlegers Klaus Gerth und „Misses Germany“ 2006. Sie haben drei gemeinsame Kinder, außerdem zwei Kinder aus einer früheren Beziehung von Sarah Gerth.
Im offiziellen Internet-Forum von Eintracht Frankfurt schrieb Jones mehrere Beiträge, die von den Fans unterschiedlich aufgenommen wurden. Hervorzuheben ist hier vor allem der Beitrag mit dem Titel „Nichts als die Wahrheit“ (NadW), in dem Jones über seinen Wechsel zu Schalke 04 schrieb und der von manchen als unwahr kritisiert wurde.

## Erfolge
- DFB-Pokal-Sieger: 2011
- DFL-Supercupsieger 2011